# Keene, Texas
Keene là một thành phố thuộc quận Johnson, tiểu bang Texas, Hoa Kỳ. Năm 2010, dân số của xã này là 6106 người.

## Dân số
- Dân số năm 2000: 5003 người.
- Dân số năm 2010: 6106 người.